# Бабин вузол (теорія вузлів)

Бабин вузол

В теорії вузлів бабин вузол — це складений вузол, отриманий з'єднанням двох однакових трилисників. Вузол тісно пов'язаний з прямим вузлом, який теж можна описати як поєднання двох трилисників. Оскільки трилисник є найпростішим нетривіальним вузлом, прямий і бабин вузли є найпростішими складеними вузлами.
Бабин вузол є математичною версією побутового бабиного вузла.

## Побудова
Бабин вузол можна побудувати з двох однакових трилисників, які повинні бути або обидва лівими, або обидва правими. Кожен з вузлів розсікається і вільні кінці попарно з'єднуються. В результаті з'єднання отримуємо бабин вузол.
Важливо, щоб бралися два однакових образи трилисника. Якщо взяти два дзеркальних трилисники, вийде прямий вузол.

## Властивості
Число перетинів бабиного вузла дорівнює 6, що є мінімумом для складених вузлів. На відміну від прямого вузла, бабин вузол не є стрічковим або зрізаним.
Многочлен Александера бабиного вузла дорівнює
{\displaystyle \Delta (t)=(t-1+t^{-1})^{2},}
що просто є квадратом многочлена Александера трилисника. Аналогічно, многочлен Александера — Конвея бабиного вузла дорівнює
{\displaystyle \nabla (z)=(z^{2}+1)^{2}.}
Ці два многочлени такі самі, що й для прямого вузла, однак многочлен Джонса (правого) бабиного вузла дорівнює
{\displaystyle V(q)=(q^{-1}+q^{-3}-q^{-4})^{2}=q^{-2}+2q^{-4}-2q^{-5}+q^{-6}-2q^{-7}+q^{-8}.}
Цей многочлен дорівнює квадрату многочлена Джонса для правого трилисника і він відрізняється від многочлена Джонса для прямого вузла.
Група бабиного вузла задається таким чином
{\displaystyle \langle x,y,z\mid xyx=yxy,xzx=zxz\rangle }.
Ця група ізоморфна групі прямого вузла, і це найпростіший приклад двох різних вузлів з ізоморфними групами вузлів.